# Szőczei Sándor
Szőczei Sándor vagy Szőczey Sándor, ritkán Szőcei Sándor (Budapest, X. kerület, 1905. január 25. – Budapest, XII. kerület, 1988. március 6.) Kossuth-díjas kovács, a Ganz–MÁVAG művezetője, sztahanovista.

## Élete
1905. január 25-én született Budapest X. kerületében Szőczey István (1869-1939) kovács és Türei Zsófia (1878-1957) második gyermekeként. A Szőczey család 1910 körül Sashalomra költözött. Szőczei Sándor 1931-ben feleségül vette Blahó Máriát. Házasságukból egy leánygyermek született.
Szőczey István 38 évig a Dreher-Haggenmacher Első Magyar Részvény Serfőzde Rt. munkatársa volt. Fia Sándor a pályafutása elején 1923-tól pár hónapig szintén a sörgyár gazdasági telepén volt kovács.1925-től motorszerelőként dolgozott a székesfehérvári katonai repülőtéren. Az 1930-as években gépkocsivezető, taxisofőr volt Budapesten, megfordult  Kéktaxinál és a Szürketaxinál egyaránt. Csak 1938-ban tudott ismét a szakmájában elhelyezkedni, amikor kovácsként felvételt nyert a MÁVAG lemezhajlító műhelyébe. Szőczei nehéz mozdonyalkatrészek kovácsolásával foglalkozott.1965-ös nyugdíjba vonulásáig a GANZ-MÁVAG dolgozója volt.

### Közéleti tevékenysége
Szőczei Sándor 1945-ben belépett a Magyar Kommunista Pártba. Tagja volt az MDP-nek és az MSZMP-nek is. Részt vett a sztahanovista mozgalomban, 1948-tól élmunkás. Kiemelték, 1952-ben propagandafüzettel népszerűsítették, 1948 és 1953 között a Szabad Nép című napilap munkaversennyel kapcsolatos cikkeiben 20 alkalommal szerepelt. 1950-ben – Márk Jánossal, a Ganz–MÁVAG villamoshegesztőjével megosztva – megkapta a Kossuth-díj ezüst fokozatát, az indoklás szerint „a nagy súlyú munkadarabok megmunkálásánál elért eredményeiért, valamint 200 százalékon felüli teljesítményéért”. Ugyanabban az évben lakhelyén a XVI. kerületben tagja lett a tanácsnak. 1953-ban a Koreai Népi Demokratikus Köztársaság Első Osztályú Nemzetizászló Érdemrendjével tüntették ki. 1955-ben a Közgazdasági Szemlében jelent meg írása A termelékenység fokozásának néhány kérdése a MÁVAG kovácsoló gyárban címmel. 1957-ben csatlakozott a Munkásőrséghez.